# Harrijärvi (sjö i Finland, Lappland, lat 68,55, long 22,67)
Harrijärvi är en sjö i Finland. Den ligger i kommunen Enontekis i landskapet Lappland, i den norra delen av landet, 900 km norr om huvudstaden Helsingfors. Harrijärvi ligger 396,7 meter över havet. Arean är 1,06 kvadratkilometer och strandlinjen är 5,18 kilometer lång. Sjön  ingår i Torne älvs huvudavrinningsområde.   Omgivningarna runt Harrijärvi är i huvudsak ett öppet busklandskap.